# Последний танцор Мао
«Последний танцор Мао»  (англ. Mao’s Last Dancer)  — австралийский драматический фильм Брюса Бересфорда, основанный на жизни артиста балета Ли Цуньсиня.
Премьера фильма состоялась 13 сентября 2009 года на Кинофестивале в Торонто. 1 октября фильм был выпущен в Австралии и Новой Зеландии. В августе 2010 он был показан в 33 американских кинотеатрах. В 2009 году фильм стал 15 в списке самых кассовых фильмов, а также был 12-м самым кассовым австралийским фильмом всех времен 2010 года.
Слоган — «Прежде чем начать летать, ты должен стать свободным» (англ. Before You Can Fly You Have To Be Free).

## Сюжет
В эпоху Культурной революции в КНР (в 1960-х — 1970-х годах) 11-летный китайский мальчик Ли Цуньсинь, живущий в провинции Шаньдун, получает шанс поехать в Пекин и поступить в Академию танцев мадам Мао. Ли начинает усердно заниматься балетом под руководством учителя Чана, которого позднее увольняют за преподавание классического русского балета. Однажды в школу приезжает американский хореограф  Бен Стивенсон, и Ли удаётся впечатлить его своим талантом. В Академии позволили Кунксину уехать в США на три месяца в качестве студента по обмену. Ли прибывает в Хьюстон, штат Техас, где встречает свою будущую любовь — американскую балерину Элизабет Маккей. Он решает остаться в штатах, Элизабет выходит за него замуж. После длительных разбирательств, КНР лишает Цуньсиня китайского гражданства. Через некоторое время брак Ли и Элизабет даёт трещину, они разводятся. Спустя пять лет, в качестве жеста доброй воли, правительство КНР разрешает родителям Ли приехать к нему в США. Через некоторое время, Ли и его новая жена, австралийская балерина Мэри, едут на родину Ли, и выступают в его родной деревне.

## В ролях
| Актёр            | Роль                                    |
| ---------------- | --------------------------------------- |
| Чи Цао           | Ли Цуньсинь (взрослый)                  |
| Го Чэнъу         | Ли (подросток)                          |
| Аманда Шулл      | балерина Элизабет Маккей первая жена Ли |
| Брюс Гринвуд     | балетмейстер Бен Стивенсон              |
| Кайл Маклахлен   | Чарльз Фостер                           |
| Джек Томпсон     | судья Вудро Силс                        |
| Джоан Чэнь       | Нианг (мать Ли)                         |
| Камилла Верготис | балерина Мэри МакКендри вторая жена Ли  |
| Аден Янг         | Дилворт                                 |
| Су Чжан          | учитель танцев Чан                      |
| Элис Паркинсон   | ассистент режиссёра                     |
| Юэ Сюцин         | Цзян Цин                                |

## Критика
Фильм получил смешанные отзывы кинокритиков. На сайте Rotten Tomatoes фильм имеет рейтинг 55 % на основе 74 рецензий со средним баллом 6,1 из 10.